# Roger Clemens
William Roger Clemens (ur. 4 sierpnia 1962) – amerykański baseballista, który występował na pozycji miotacza przez 24 sezony w Major League Baseball.

## Przebieg kariery
Clemens studiował w San Jacinto College, a następnie na University of Texas, gdzie w latach 1982–1983 występował w drużynie uniwersyteckiej Texas Longhorns, z którą w 1983 zwyciężył w College World Series. W tym samym roku został wybrany w pierwszej rundzie draftu z numerem 19. przez Boston Red Sox i początkowo występował w klubach farmerskich tego zespołu, między innymi w Pawtucket Red Sox, reprezentującym poziom Triple-A. W MLB zadebiutował 15 maja 1984 w meczu przeciwko Cleveland Indians.
W sezonie 1986 miał najwięcej w lidze zwycięstw (24), najlepszy wskaźnik ERA (2,48), po raz pierwszy w karierze otrzymał nagrodę Cy Young Award w American League i wystąpił w Meczu Gwiazd, a także został wybrany najbardziej wartościowym zawodnikiem. 29 kwietnia 1986 w spotkaniu z Seattle Mariners został pierwszym zawodnikiem w historii MLB, który wyautował 20 graczy podczas dziewięciu inningów. W tym samym roku zagrał w dwóch meczach World Series, w których Red Sox ulegli New York Mets 3–4. Podczas gry w klubie z Bostonu między innymi dwukrotnie zwyciężał w klasyfikacji pod względem liczby zwycięstw (1986, 1987), czterokrotnie miał najlepszy wskaźnik ERA (1986, 1990–1992) i trzykrotnie zwyciężał w klasyfikacji strikeouts (1988, 1991, 1996). W grudniu 1996 podpisał czteroletni kontrakt jako wolny agent wart 40 milionów dolarów z Toronto Blue Jays.
W latach 1999–2003 był zawodnikiem New York Yankees, z którym dwa razy zwyciężał w World Series, w 1999 i 2000 roku. Występował jeszcze w Houston Astros i ponownie w New York Yankees. Po zakończeniu kariery został oskarżony o zażywanie niedozwolonych środków dopingujących, jednak ostatecznie w czerwcu 2012 został oczyszczony z postawionych mu zarzutów.

## Nagrody i wyróżnienia
| Nagroda/wyróżnienie                    | Lata                                                             | Źródło        |
| MVP American League                    | 1986                                                             | [ 6 ]         |
| 11× All-Star                           | 1986, 1988, 1990, 1991, 1992, 1997, 1998, 2001, 2003, 2004, 2005 | [ 4 ]         |
| All-Star Game MVP                      | 1986                                                             | [ 13 ]        |
| 2× zwycięzca w World Series            | 1999, 2000                                                       | [ 10 ] [ 11 ] |
| 7× Cy Young Award                      | 1986, 1987, 1991, 1997, 1998, 2001, 2004                         | [ 1 ]         |
| Major League Baseball All-Century Team |                                                                  | [ 14 ]        |